# Estances

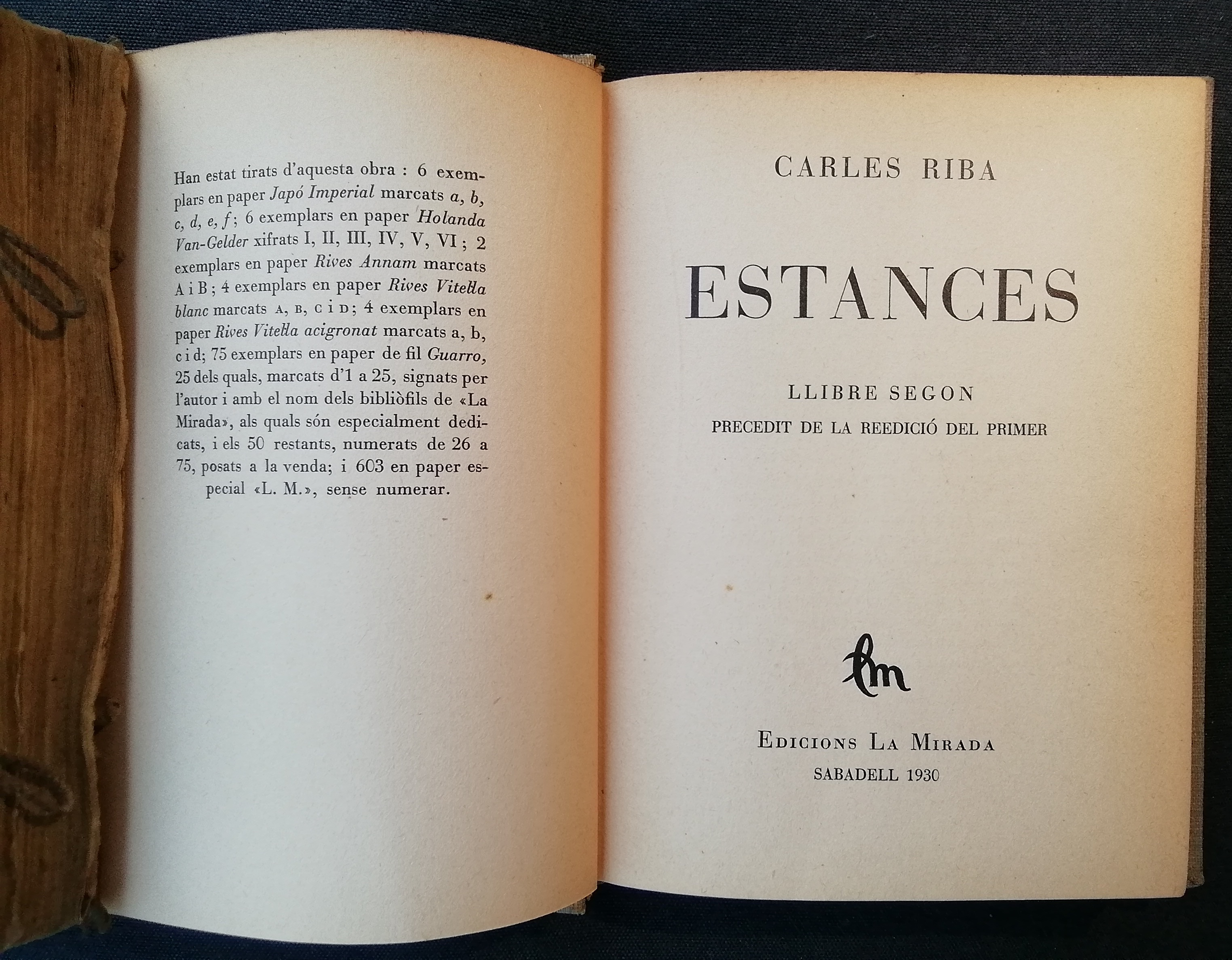
Primera edició de l'obra definitiva (que inclou el segon llibre) dEstances. Publicada a Sabadell l'any 1930

Estances és un llibre de poemes de Carles Riba, publicat en dues parts. La primera, titulada El primer llibre d'estances, es va publicar el 1919 i reflecteix la influència de l'etapa noucentista, amb una estructura formal rigorosa i una temàtica amorosa introspectiva. La segona part, afegida posteriorment, es va completar amb la reflexió sobre la condició del poeta i inclou una evolució estilística influïda pel simbolisme i la poesia pura. El llibre mostra l'evolució de Riba des de les influències de l'escola noucentista fins a la transició a la poesia postsimbolista, marcada per un període de crisi poètica i un canvi de direcció impulsat per l'estudi amb Karl Vossler i l'encontre amb Paul Valéry.

## Edicions en vida de l'autor
- "La Revista", Barcelona 1919 ("Primer llibre d'estances").
- “La Mirada”, Sabadell 1930.
- "La Rosa dels Vents", Barcelona, 1937.
- "Selecta", Barcelona, 1947.